# Johan Roman
Johan Roman ( - 12 februari 1720) was een een Zweeds violist en jongenssopraan.

## Biografie
Roman was voordat hij in 1683 violist werd bij de Zweedse hofkapel jongenssopraan en violist in de kapel van Magnus Gabriel De la Gardie. In 1693 trouwde Johan Roman met Margaretha von Elswich, de dochter van de koopman Helmich von Elswich. De oudste zoon van het echtpaar was Johan Helmich.
In 1705 werd hij ziek en kon hij zijn functie als violist niet meer uitoefenen, maar hij overleed echter pas op 12 februari 1720. Hij was een van de best betaalde musici van de hofkapel.